# هارونا إيكيزاوا
هارونا إيكيزاوا (池澤春菜 إيكيزاوا هارونا) هي ممثلة يابانية ولدت في 15 ديسمبر 1975 في أثينا، اليونان.

## أدوارها في الأنمي

### مسلسلات أنمي تلفزيونية
- الرقيب كيرورو - موموكا نيشيزاوا
- سابق ولاحق - سابق
- محققو أكاديمية كلامب - ناغيسا أزويا
- ذا بيغ أو - لورا
- جرافيتيشن - نوريكو أوكاي
- غاش بيل الذهبي - لي ين
- ماغي: The Labyrinth of Magic - ليلى
- سوبر غالز! - ميو يامازاكي
- ون بيس - كيمي
- كاراكوري كيدن هيو سنكي - هانا
- غرافيون - رونا غوسوكو
- غرافيون Zwei - رونا غوسوكو

## أدوارها في ألعاب الفيديو
- كيرورو آر بي جي: الفارس والمحارب والقرصان الأسطوري - مومويل
- تيلز أوف إكسيليا - تيبو
- تيلز أوف إكسيليا 2 - تيبو
- سلسلة ألعاب ذا كينغ أوف فايترز - أثينا أساميا

## أدوارها في الدبلجة اليابانية
- تلقين السيدة تينغل درسا - لي آن واتسون

## وصلات خارجية
- هارونا إيكيزاوا على موقع IMDb (الإنجليزية)
- هارونا إيكيزاوا على موقع ميوزك برينز (الإنجليزية)
- هارونا إيكيزاوا على موقع قاعدة بيانات الفيلم (الإنجليزية)
- هارونا إيكيزاوا على موقع ANN person (الإنجليزية)

- مدونة هارونا إيكيزاوا الرسمية  (جوال)